# Kő Pál
Kő Pál (eredeti nevén Pataki Lajos, majd Maczky Levente Lajos) (Perespuszta, 1941. június 2. – Heves, 2020. június 7.) a Nemzet Művésze címmel kitüntetett, Kossuth-díjas magyar szobrászművész, egyetemi tanár.

## Élete
Kő Pál 1941. június 2-án született Perespusztán (Heves, Jászszentandrás) Macky Béla és Pataki Terézia gyermekeként. 1963–68 között végezte el a Magyar Képzőművészeti Főiskolát, ahol Somogyi József tanítványa volt.
1955-ben a jászszentandrási katolikus templomba stációképeket készített, mielőtt a középiskolát megkezdte. 1963 óta kiállító művész. 1978-tól a Magyar Képzőművészeti Főiskola tanára, 1990 óta tanszékvezetője, 1990–1991 között docense, 1991-től egyetemi tanára, 1992–1995 között rektorhelyettese volt.
1986 óta a hevesi művésztelep vezetője. 1990–1995 között a Kossuth-díj valamint a Széchenyi-díj Bizottságának tagja volt. A Samu Géza Alapítvány kuratóriumának elnöke, 1993–96 között a Magyarok Világszövetsége Képzőművészeti és Iparművészeti Társaságának elnöke, a Berzsenyi Dániel Társaság elnökségi tagja, 1995 óta a Magyar Művészeti Akadémia tagja, 1996 óta a Lyukasóra képzőművészeti rovatvezetője volt. 2001-ben Párizsban életmű-kiállítása nyílt.

## Munkássága
Az 1970-es évek közepéig főleg színesen festett pop-art faszobrokat készített. Későbbi stílusa egyre inkább visszanyúlt a magyar fafaragás hagyományaihoz. Ő készítette Mohácson a történelmi emlékhely rendezési koncepcióját, továbbá többek között ő alkotta meg a Magyarok Nagyasszonya-kápolna kődomborműveit a Vatikánban.

## Kiállításai (válogatás)

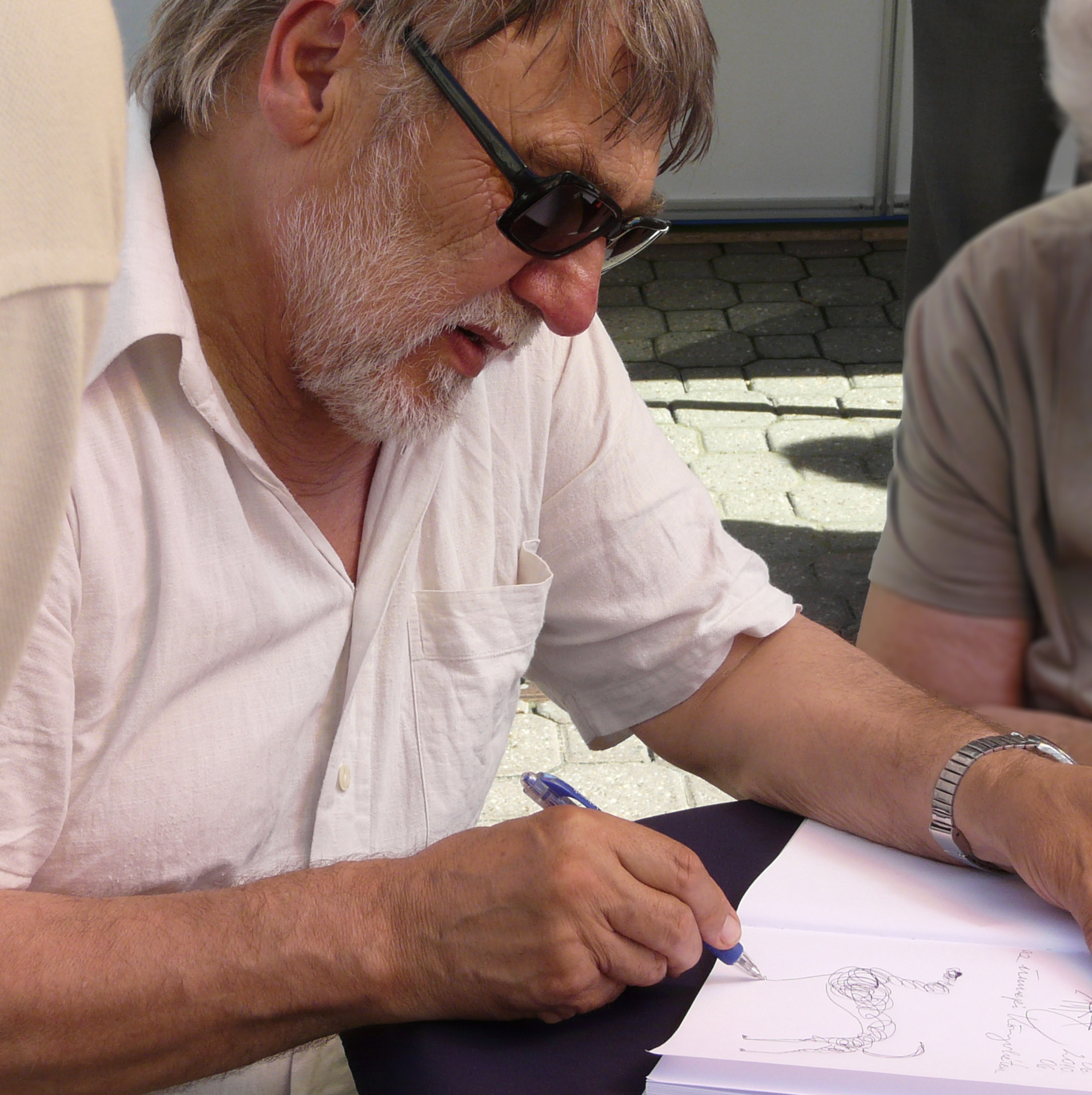
Könyvét dedikálja, 2010-ben

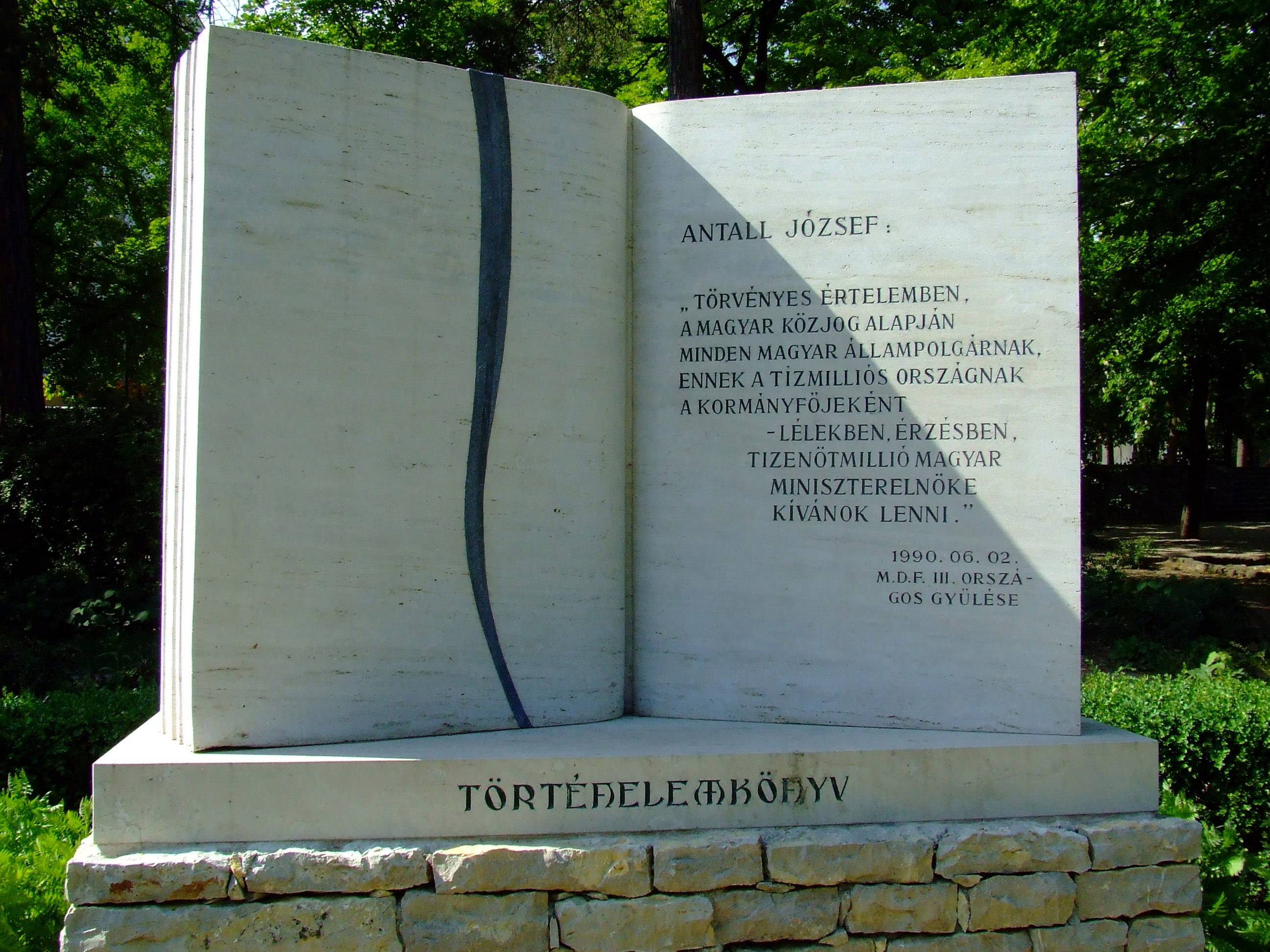
Antall-emlékmű
Balatonfüred (2008)

- 1968–69, 1972, 1976, 1980, 1985–86 Budapest
- 1970, 1988 Balassagyarmat
- 1973 Törökszentmiklós, Nyíregyháza
- 1974 Dunaújváros
- 1975 Hatvan
- 1976 Hajdúszoboszló, Mohács
- 1978 Velence, Kiskunmajsa
- 1979 Debrecen, München
- 1980, 1985, 1998 Heves
- 1982 Veszprém, Zalaszentgrót, Tatabánya, Celldömölk
- 1984 Kölesd, Szekszárd, Gyöngyös, Visegrád
- 1986 Amszterdam, Székesfehérvár
- 1987 Dortmund, Sopron
- 1988 Kecskemét, Szentes, Hajdúböszörmény
- 1991 Simontornya
- 1994 Marosvásárhely, Sepsiszentgyörgy
- 1997 Eger
- 2010 Forrás Galéria, Budapest
- 2011 Kő Pál 70 Magyar Képzőművészeti Egyetem Parthenon-fríz terem – Epreskert, Budapest

## Köztéri alkotásai (válogatás)
- Lakodalom (Budapest, 1966)

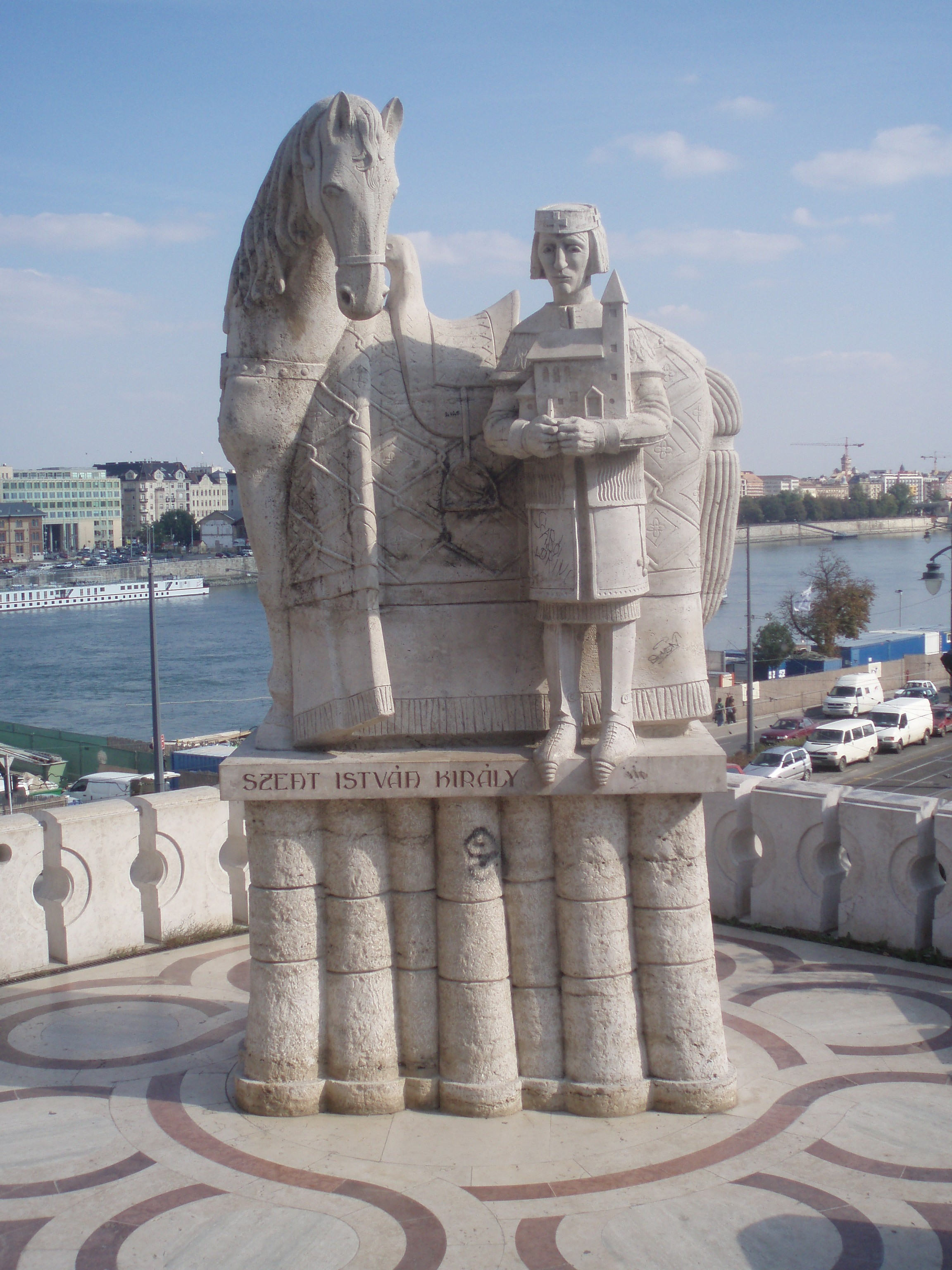
Szent István király szobra a Gellért-hegyen

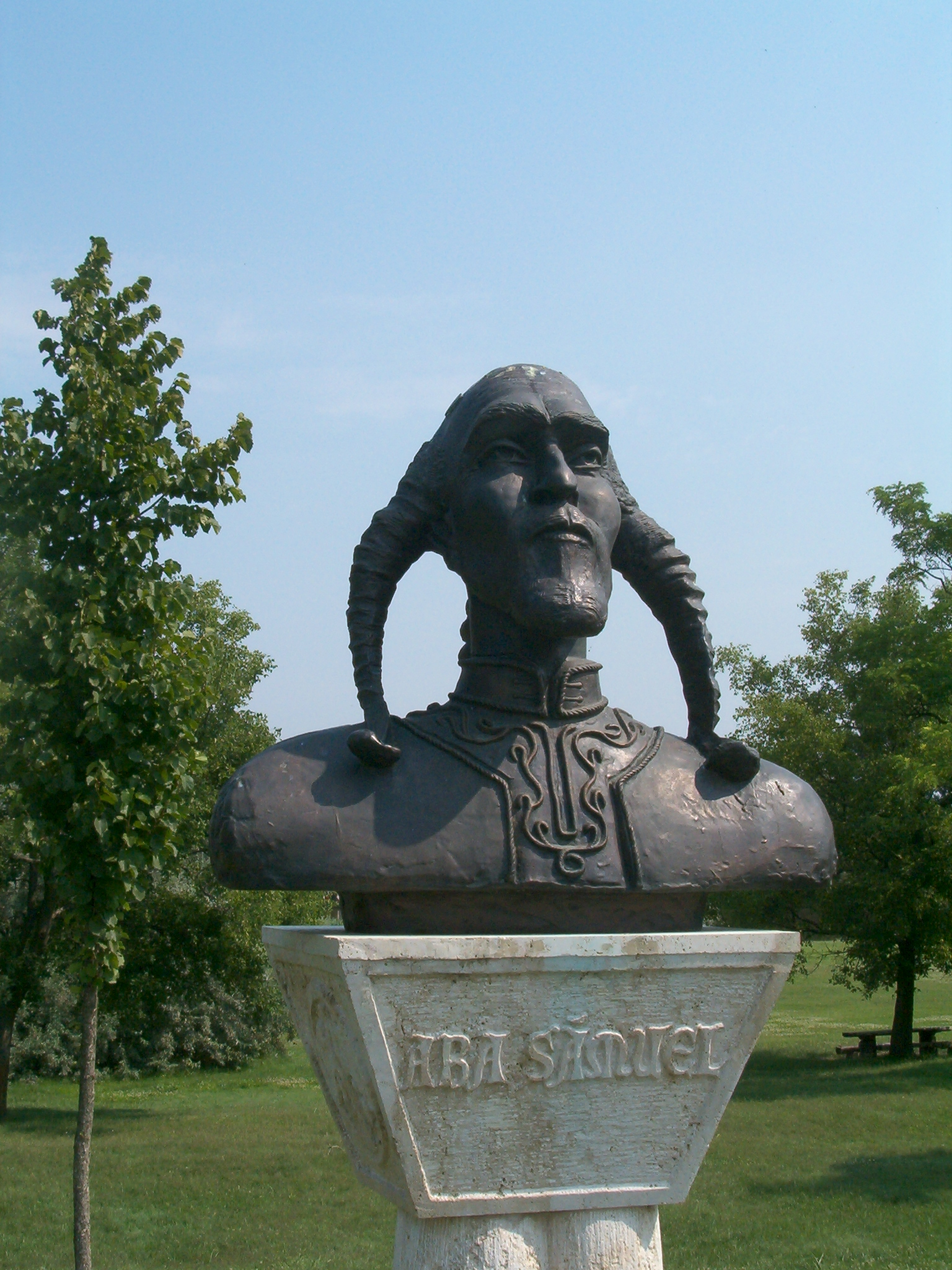
Aba Sámuel magyar király

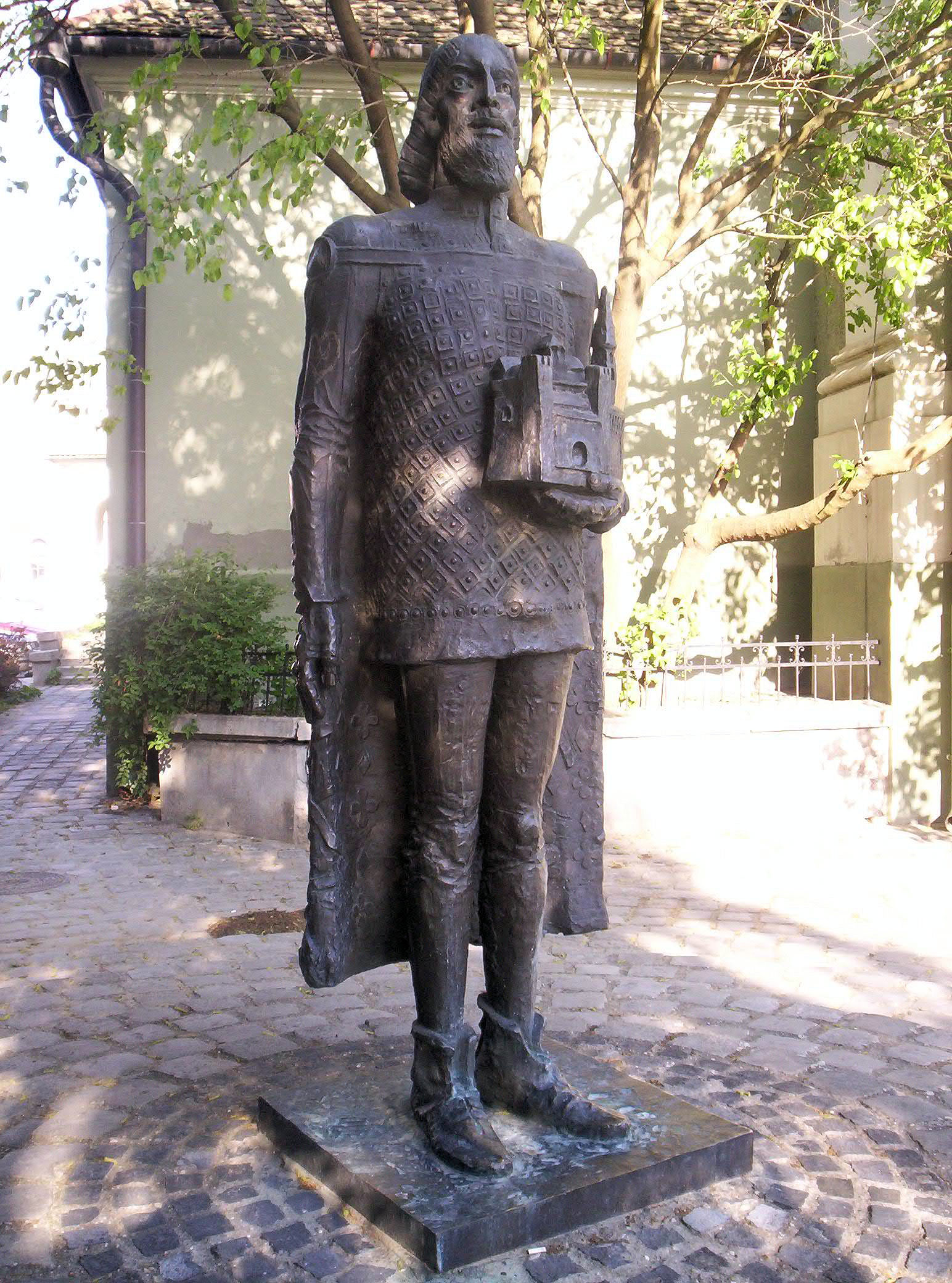
III. Béla szobra Baján

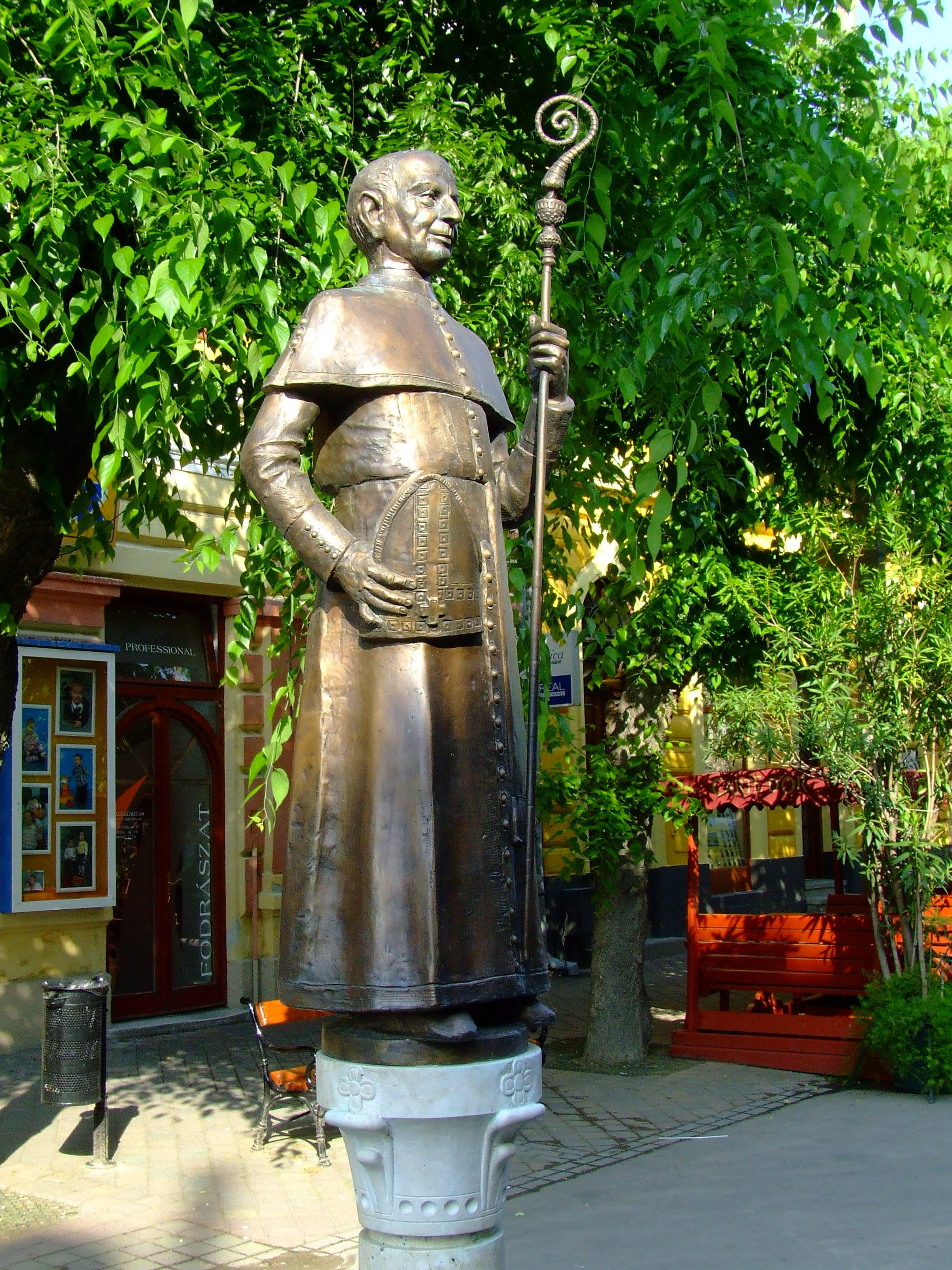
Grősz József kalocsai érsek szobra (2000)

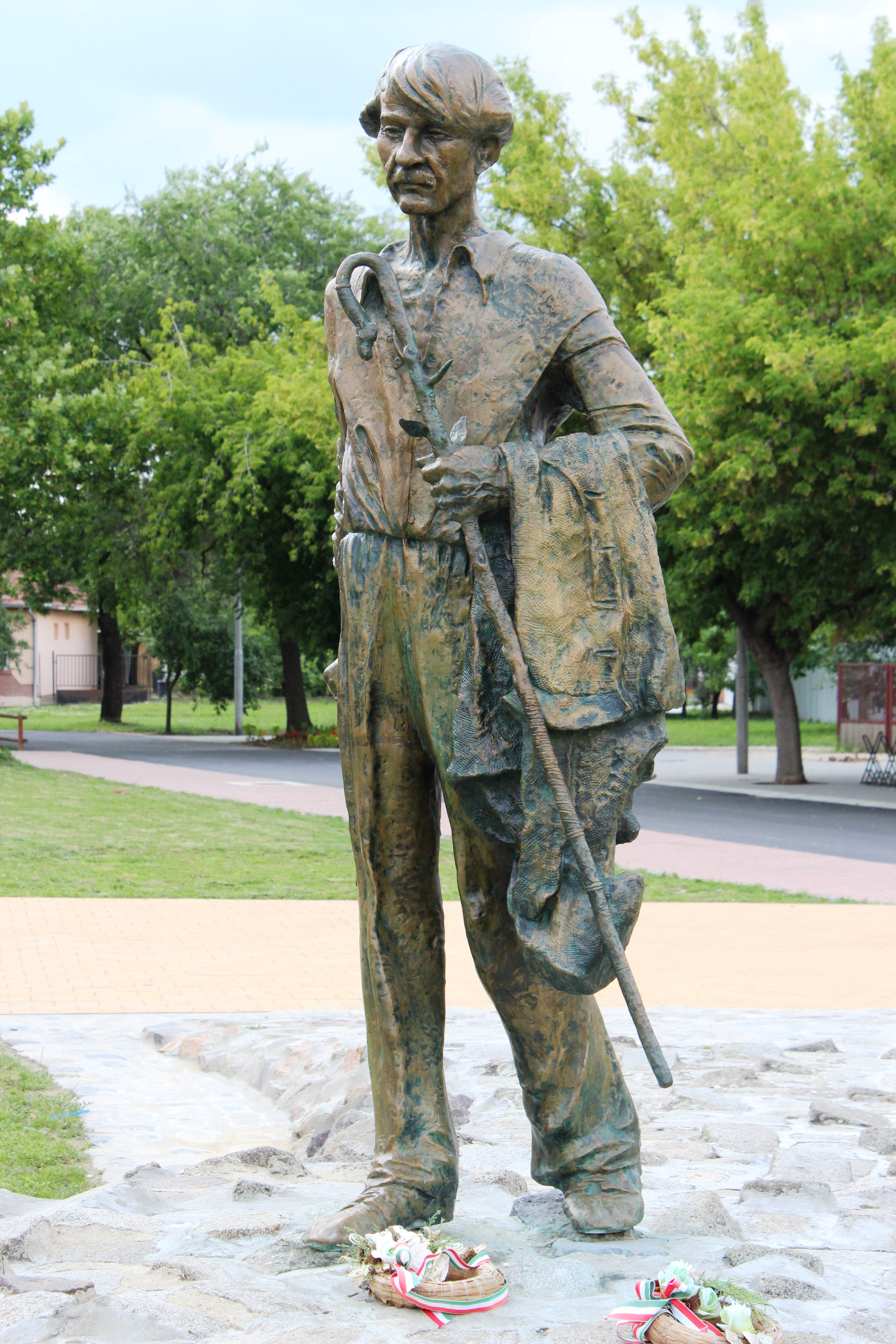
Sinka István szobra Vésztőn

- Mikszáth Kálmán (Balatonföldvár, 1970, Szécsény, 1972)
- Az öreg halász (1970)
- Kislány arany fülbevalóval (1971)
- Utcaseprő (1971)
- Ünnep (Óföldeák, 1972, Heves, 1974)
- József Attila (Salgótarján, 1972)
- Chagall és én (1972)
- I. István (1973)
- Posztókabátos Kossuth (1973)
- Boronás (Levelek, 1974)
- Anyám könyvei (1975)
- 29 sírjel (Mohács, 1976)
- Magyar Messiás (1976)
- Mohácsi emlékpark emlékművei (1976)
- Páva (1977)
- Móricz Zsigmond (Nyíregyháza, 1977)
- 3 kődombormű (Vatikán, 1980)
- Hunyadi János (Jánoshalma, 1980)
- Zöldszemű lány (Budapest, 1981)
- Károly Róbert (Gyöngyös, Texas, 1983)
- Kőrösi Csoma Sándor (Dardzsiling, 1983)
- Kakasos fiú (Bécs, 1984)
- Szárnyas lovak (Budapest, 1985)
- III. Béla (Baja, 1986)
- Sinka István (Vésztő, 1987)
- István király és Géza fejedelem (Veszprém, 1988)
- Alapító (Zánka, 1988)
- Szondi (Drégelypalánk, 1989)
- Korpusz (Ajnácskő, 1990)
- Kölcsey Ferenc (Budapest, Sződemeter, 1990)
- Podmaniczky Frigyes-emlék (Budapest, 1991)
- Táncosnő (Budapest, 1992)
- Kossuth Lajos (Szolnok, Nagypalád, 1993)
- Menyasszony (Parádfürdő, 1994)
- Ráday-síremlék (Farkasrét, 1995)
- A szajoli vasúti baleset emlékműve (1996)
- Professzorok Tornya (Budapest, 1997)
- Léda, Diana (1998)
- Bach (Sárospatak, 1999)
- Grősz József (Kalocsa, 2000)
- Szent István-szobor (Gellért-hegy, 2001)
- Magyar tudomány hajója (Budapest, 2003)
- Szent András vértanú (Jászszentandrás, 2006)
- Egressy Béni (Mezőcsát, 2008)
- Antall emlékmű (Balatonfüred, 2008)
- Ratkó József szobra (Nagykálló, 2014)

## Kötetei
- Kő Pál; Kráter Műhely Egyesület, Bp., 1996 (Belső tárlat)
- Lujos. Kő Pállal beszélget Benkei Ildikó; Kairosz, Bp., 2006 (Magyarnak lenni)
- Csillagbojtár. Mesterekről, pályatársakról, tanítványokról; Magyar Napló, Bp., 2010

## Díjak, elismerések (válogatás)
- KISZ-nagydíj (1969, 1971)
- Munkácsy Mihály-díj (1975)
- az országos kisplasztikai biennálé I. díja (1976)
- a Művészeti Alap díja (1984)
- a salgótarjáni szabadtéri szoborkiállítás nagydíja (1989)
- Magyar Művészetért díj (1990)
- Nagypalád díszpolgára (1994)
- Heves díszpolgára (2000)
- Kossuth-díj (2001)
- Kölcsey-emlékplakett (2002)
- Prima Primissima díj / Magyar képzőművészet kategóriában (2006)
- Terézváros díszpolgára (2011)
- A Nemzet Művésze (2014)
- Heves Megye Nagykövete (2015)[5]
- Magyar Örökség díj (2016)